# 阿玛次仁

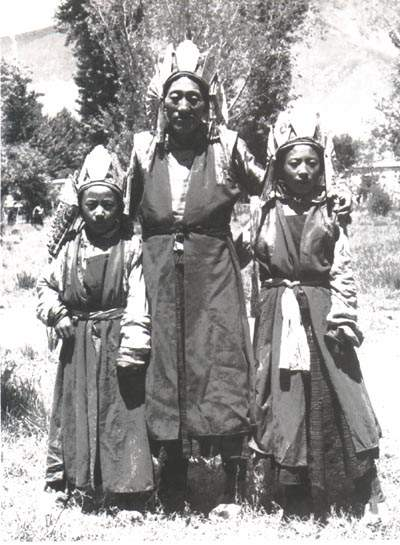
1950年代的阿玛次仁

阿玛次仁（藏語：འ་མ་ཚེ་རིང་，威利转写：'a ma tshe ring，1917年—1984年），西藏墨竹工卡人，藏族，中国藏戏演员。曾担任过全国政协委员、中国剧协常务理事、西藏剧协名誉主席等职。

## 生平
阿玛次仁10余岁起开始在家乡的藏戏队学艺，为摄政热振活佛所赏识，常前往热振寺演出。他跟随门哲布学习著名藏戏大师米玛强村的唱腔，后因嗓音柔和而主攻女角唱腔。1943年进入觉木隆戏班。因为他塑造过许多王后、母亲等女性形象，而被誉为“藏戏中真正的皇后”。
1959年以觉木隆戏班为基础的西藏藏剧团成立后，他曾主演过《文成公主》、《解放军的恩情》、《朗萨雯波》等藏戏。在藏剧团首任团长扎西顿珠去世后他出任团长，此后他改编、排演了许多传统藏戏，还培养了一批年轻的藏戏演员。
1984年逝世，享年67岁。